# Julian Birnbaum
Julian Juda Birnbaum (ur. 25 sierpnia 1865 w Łodzi, zm. 5 marca 1928 w Nicei) – wiolonczelista i finansista pochodzenia żydowskiego.

## Życiorys
Ukończył studia ekonomiczne w Akademii Handlowej w Petersburgu, by następnie prowadzić wraz z ojcem – Izydorem Birnbaumem – rodzinną firmę przy ul. Henryka Sienkiewicza 3/5 (dawn. ul. Mikołajewska) w Łodzi. Był skrzypkiem i wiolonczelistą. Nauki gry na skrzypcach od 5 roku życia pobierał u S. Steinhauera, Józefa Librechta w Warszawie, na wiolonczeli zaś u Emila Herbecka w Konserwatorium Petersburskim. Uzyskał tytuł wyzwolonego artysty. Debiutancki koncert zagrał 5 grudnia 1888 w Teatrze Victoria, wraz z orkiestrą symfoniczną O. Heyera. 
Był założycielem Łódzkiego Towarzystwa Muzycznego w 1898, założycielem i członkiem Łódzkiego Towarzystwa Muzycznego oraz Kwartetu Łódzkiego Towarzystwa Muzycznego, w 1899 współzałożycielem i członkiem Łódzkiego Żydowskiego Towarzystwa Muzycznego i Literackiego „Ha-Zomir” oraz prezesem honorowym Towarzystwa Miłośników Muzyki. Od 1900 występował wraz z bratem Henrykiem w orkiestrze Stowarzyszenia Wzajemnej Pomocy Pracowników Handlowych. Występował także solowo na organizowanych przez ww. towarzystwa koncertach oraz na innych koncertach symfonicznych, które współorganizował. Ponadto publikował artykuły poświęcone muzyce w dzienniku „Republika”.

### Życie prywatne
Był synem Izydora Birnbauma i Salomei (Sury Rywki) z domu Saltzman.
Został pochowany w Nicei na cmentarzu rosyjskim (kwatera 38).